# Orconectes menae
Orconectes menae är en kräftdjursart som först beskrevs av Creaser 1933.  Orconectes menae ingår i släktet Orconectes och familjen Cambaridae. IUCN kategoriserar arten globalt som livskraftig. Inga underarter finns listade i Catalogue of Life.